# Heiko Mertes
Heiko Mertes (* 14. Juli 1947 in Essen) ist ein ehemaliger deutscher Fußballspieler und -trainer.

## Karriere
Heiko Mertes lernte das Fußballspielen bei SuS Harzopf. Dann kickte er in der 1. Amateurmannschaft des Schwarz-Weiß Essen in der Verbandsliga. 1969 kam er in den Kader der Regionalliga-Mannschaft der Schwarz-Weiß Essen. In dieser Mannschaft sammelte er Erfahrung an der Seite der Mitspieler Hermann Merchel, Rolf Kucharski, Michael Lameck, Holger Trimhold, Reinhard Majgl und Heinz-Dieter Lömm. Er spielte bis 1972 für den ETB und wechselte dann zu Rot-Weiss Essen in die 2. Bundesliga. Dann wechselte Heiko Mertes nach einem Jahr bei Rot-Weiss Essen im Juli 1974 zum 1. FC Mülheim in die 2. Bundesliga. Nach zwei erfolgreichen Jahren in Mülheim wechselte er 1975 zu Alemannia Aachen in die 2. Bundesliga bis 1978. Dann wechselte er zu Hannover 96, wo er 1981 in der 2. Bundesliga seine Fußballer-Karriere beendete. Im DFB-Pokal stand er nur neunmal auf dem Platz. Nach seiner Spielerkarriere machte er den Trainerschein und trainierte lange den Verein BV Altenessen 06 und seinen Heimatverein Schwarz-Weiß Essen und als letzte Trainerstation war er bei SSVg Velbert.